# Sony Music Publishing
Sony Music Publishing (anteriormente Sony/ATV Music Publishing) es la editorial musical más grande del mundo, con más de cinco millones de canciones en su propiedad o administradas a finales de marzo de 2021. Con sede en Estados Unidos, forma parte de Sony Music Group, que a su vez es propiedad de Sony Entertainment. La compañía se formó como Sony/ATV en 1995 por la fusión de la encarnación original de Sony Music Publishing y ATV Music, que era propiedad del artista Michael Jackson. Jackson había comprado ATV Music, que incluía el catálogo de canciones de Lennon-McCartney, en 1985.
En 2012, un consorcio de inversores liderado por Sony/ATV Music Publishing adquirió EMI Music Publishing para convertirse en el mayor administrador de publicaciones musicales del mundo, con una biblioteca de más de tres millones de canciones.
En abril de 2019, Jon Platt se convirtió en CEO/Presidente de Sony/ATV Music Publishing después de que expirara el contrato del CEO/Presidente de toda la vida Martin Bandier. En agosto de 2019, la gestión de Sony/ATV Music Publishing y Sony Music Entertainment se fusionaron bajo el recién formado Sony Music Group.

## Historia de ATV Music
Associated Television (ATV) fue una empresa británica de radiodifusión televisiva fundada en 1955 por Lew Grade. En las dos décadas siguientes, ATV se expandió mediante adquisiciones hasta convertirse en un conglomerado de entretenimiento con líneas de negocio en la industria discográfica, la edición musical y la producción cinematográfica.
ATV entró en la industria musical en 1958, cuando adquirió el 50% de Pye Records, una discográfica británica. ATV se expandió al mundo de la edición musical en 1966, cuando adquirió el 50% de New World Music y Jubilee Music, filiales de Chappell & Co. ATV también adquirió el otro 50% de Pye Records, convirtiéndola en una filial propiedad al 100% de ATV, incluida la filial editorial de Pye Record, Welbeck Music.

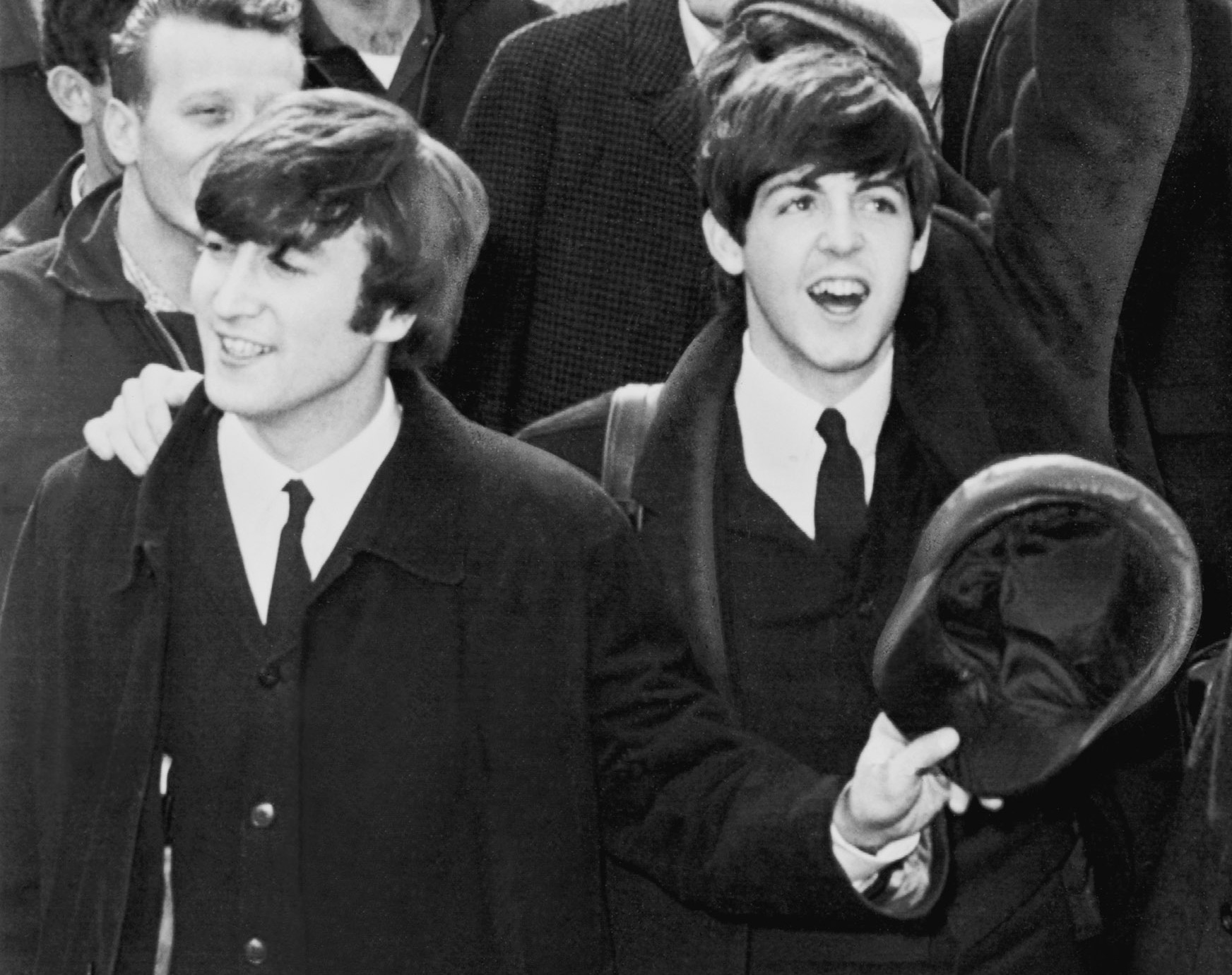
John Lennon y Paul McCartney intentaron comprar una participación mayoritaria en Northern Songs en 1969.

ATV adquiere Northern Songs, editora del catálogo de canciones de Lennon-McCartney, en 1969.El catálogo incluía casi todas las canciones escritas por John Lennon y Paul McCartney. Northern Songs era copropiedad de Lennon, McCartney, Brian Epstein y Dick James, que poseía una participación mayoritaria. En 1969, James ofreció vender sus acciones a ATV. Lennon y McCartney intentaron hacerse con el control de la empresa.Su intento de hacerse con el control, parte de una larga y enconada lucha, fracasó. La influencia financiera de Grade, su adversario en la puja, hizo que las canciones escritas por los dos Beatles pasaran a manos de ATV.
En 1970, ATV creó una empresa editorial conjunta con Kirshner Entertainment, denominada ATV-Kirshner Music. El acuerdo de asociación expiró a finales de 1972, momento en el que se creó ATV Music para gestionar todos los intereses editoriales de ATV, incluido Northern Songs. ATV Music siguió siendo una organización de éxito en la industria musical durante toda la década de 1970, en gran parte gracias a los resultados de Northern Songs. ATV Music también firmó acuerdos de coedición con Lennon y McCartney, cuyo contrato con Northern Songs expiró en 1973.
Aunque ATV Music tuvo éxito, su empresa matriz, conocida ahora como Associated Communications Corporation (ACC), empezó a experimentar dificultades financieras. De 1978 a 1981, los beneficios de ACC disminuyeron debido a las pérdidas de su división cinematográfica, y los precios de las acciones cayeron drásticamente. La principal rama televisiva de ATV perdió la licencia que le había concedido el gobierno en su forma actual y se reestructuró en Central Independent Television. En 1981, Grade presentó ofertas por Northern Songs, suscitando el interés de varios licitadores. McCartney, junto con la viuda de Lennon, Yoko Ono, ofreció 21 millones de libras, pero la oferta fue rechazada por Grade, que decidió no vender Northern Songs por separado después de que otros pretendientes, entre ellos CBS Songs, EMI Music Publishing, Warner Communications, Paramount Pictures y Entertainment Co. mostraran interés en comprar ATV Music en su conjunto.
Mientras tanto, el empresario australiano Robert Holmes à Court había estado adquiriendo acciones de ACC y lanzó una OPA en serio en enero de 1982. Grade dimitió como presidente y fue sustituido por Holmes à Court, que consiguió hacerse con el control de la empresa. Después de que Holmes à Court asumiera el control de ACC, ATV Music dejó de estar a la venta.